# Атлас II
Атлас II е ракета-носител, член на фамилията ракети Атлас. Атлас II е последната ракета Атлас, която използва три двигателя и системата „степен и половина“: по време на изстрелване два двигателя биват изхвърлени, а третият остава заедно с резервоарите и другите компоненти на ракетата. Атлас II е проектирана да извежда товари в ниска околоземна орбита, геосинхронна трансферна орбита и в геосинхронна орбита. От 1988 до 2004 година са изстреляни 63 Атлас II:
- 10 Атлас II – всичките успешно
- 23 Атлас IIА – всичките успешно
- 30 Атлас IIАС – всичките успешно